# Miltochrista chinensis
Miltochrista chinensis là một loài bướm đêm thuộc phân họ Arctiinae, họ Erebidae.